# Rocher
Rocher é uma comuna francesa na região administrativa de Auvérnia-Ródano-Alpes, no departamento de Ardèche. Estende-se por uma área de 3,09 km². Em 2010 a comuna tinha 278 habitantes (densidade: 90 hab./km²).